# Hypena laceratalis
Hypena laceratalis är en fjärilsart som beskrevs av Walker 1859. Hypena laceratalis ingår i släktet Hypena och familjen nattflyn. Inga underarter finns listade i Catalogue of Life.

## Bildgalleri

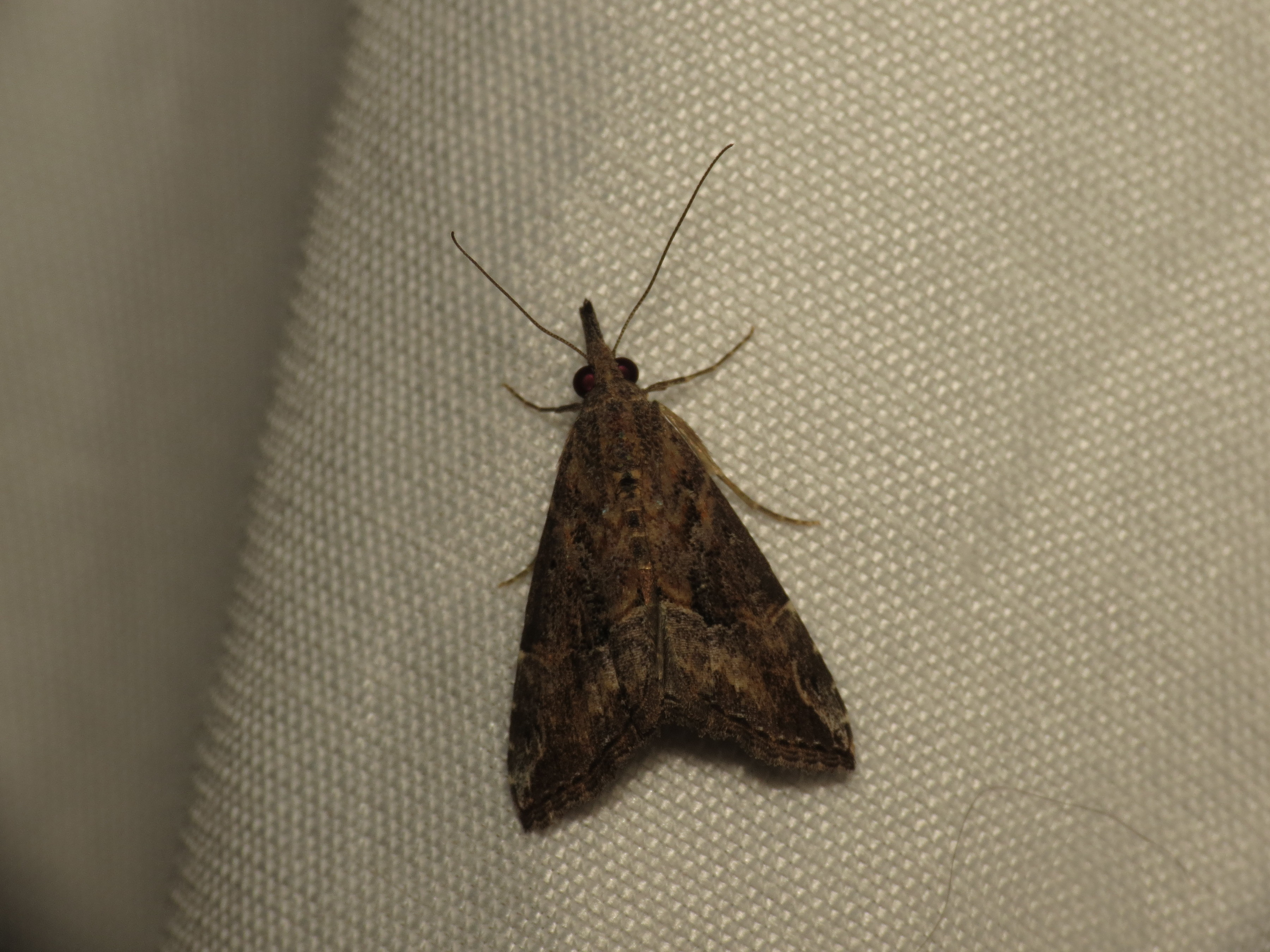
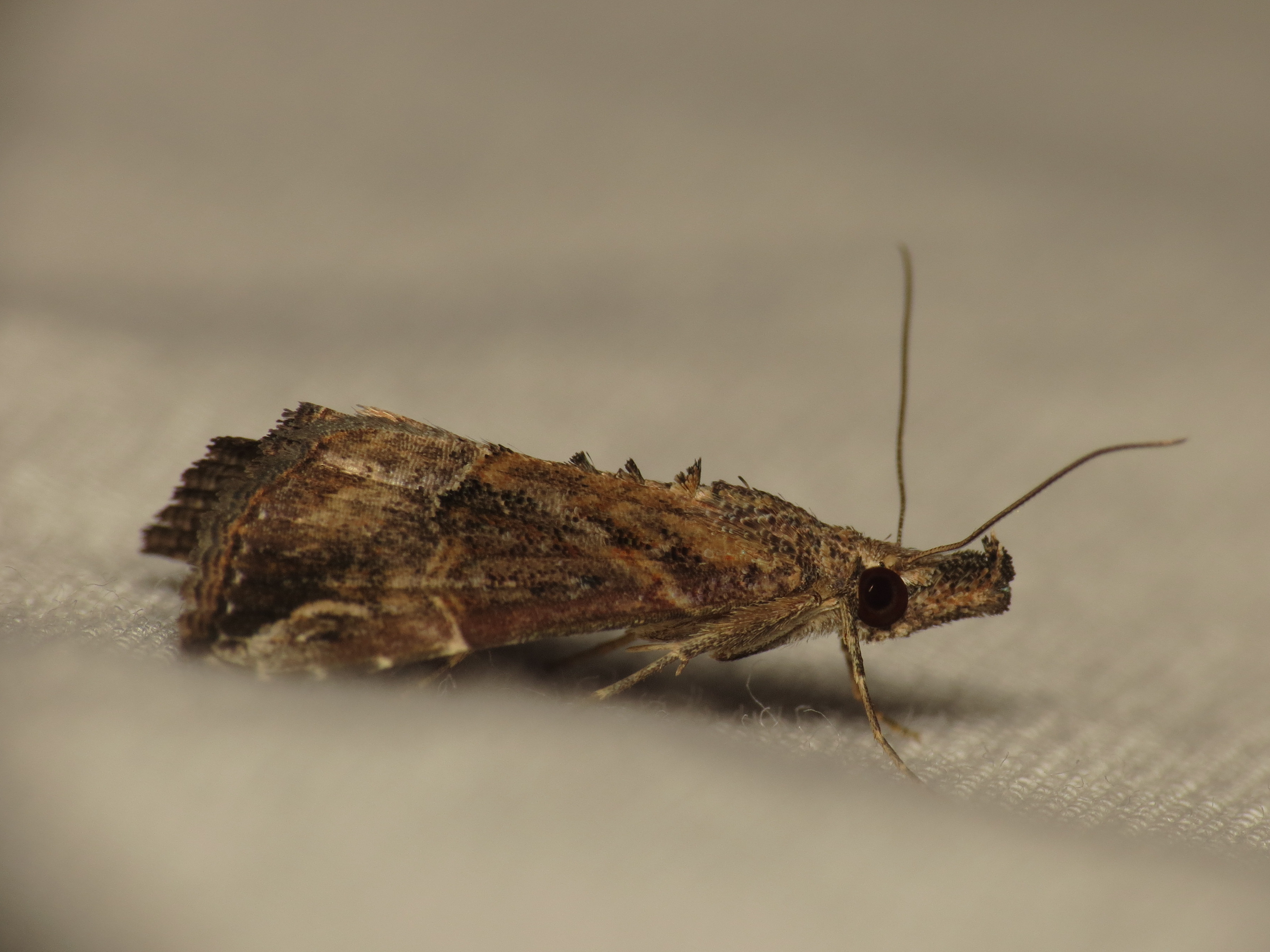
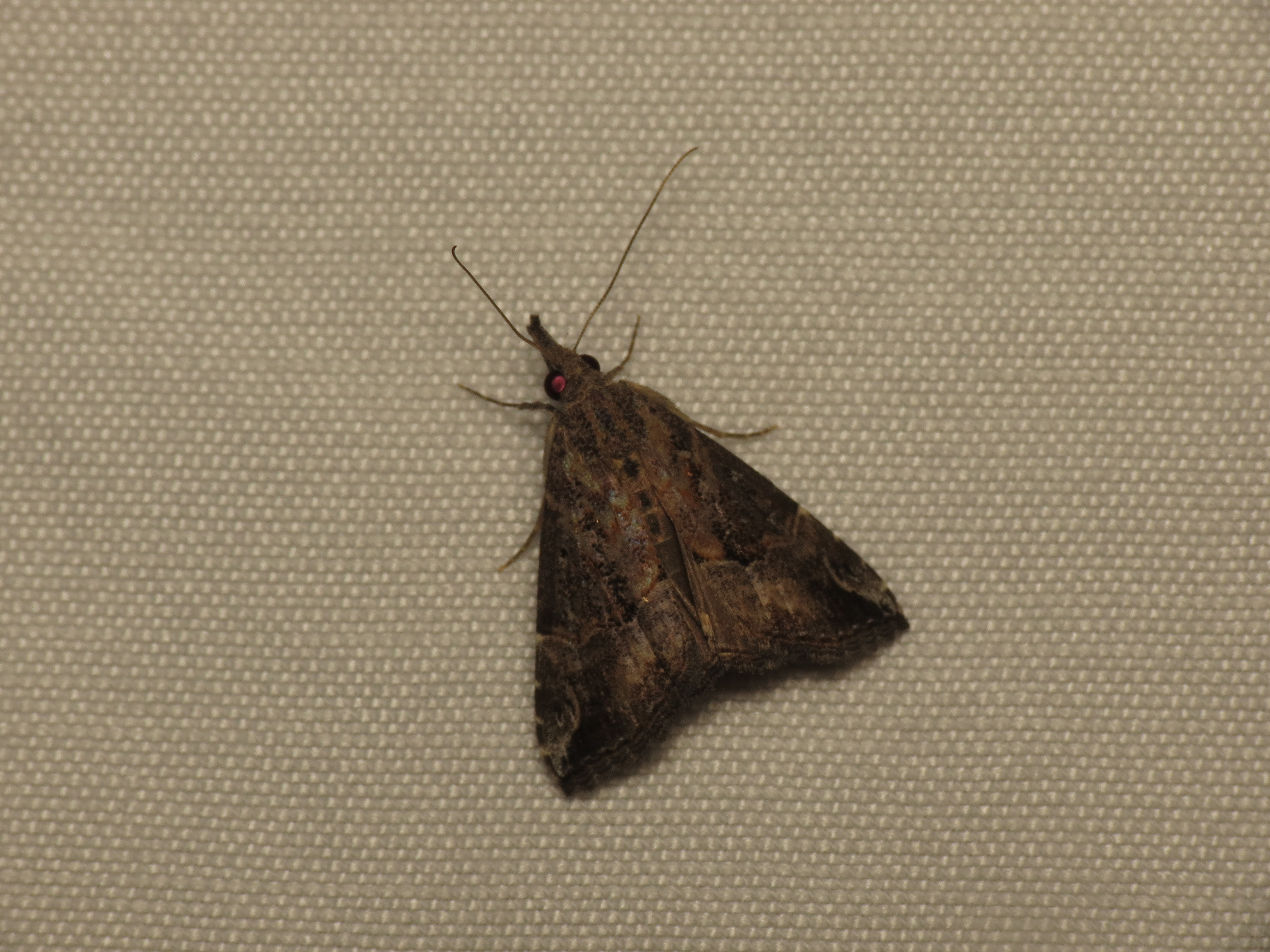
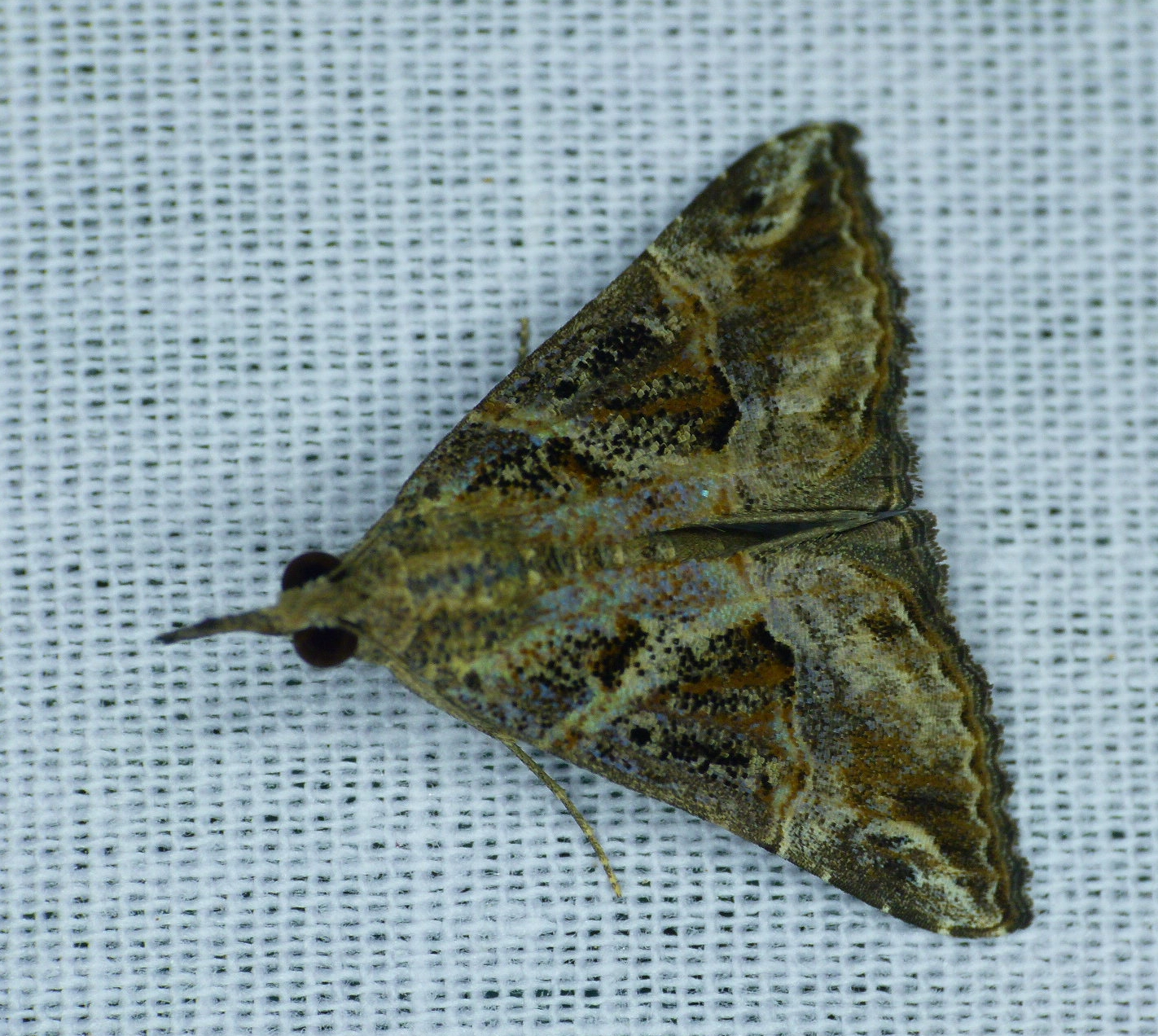